# Nikołaj Piejko
Nikołaj Iwanowicz Piejko (ros. Никола́й Ива́нович Пейко́; ur. 12 marca?/25 marca 1916 w Moskwie, zm. 1 lipca 1995 tamże) – radziecki kompozytor i pedagog muzyczny. 

## Życiorys
W latach 1933–1940 studiował w Konserwatorium Moskiewskim u Gienricha Litinskiego, Nikołaja Rakowa i Nikołaja Miaskowskiego. Następnie od 1942 do 1959 roku był wykładowcą tej uczelni. Od 1954 roku wykładał także w moskiewskim Instytucie im. Gniesinych, gdzie od 1975 roku kierował katedrą kompozycji. Był członkiem komitetu redakcyjnego narodowego wydania dzieł Nikołaja Rimskiego-Korsakowa. Przyjaźnił się z Dmitrijem Szostakowiczem i Wissarionem Szebalinem. Jako jeden z nielicznych radzieckich wykładowców pozostał otwarty na prądy artystyczne zachodnioeuropejskiej awangardy i zapoznawał z nimi swoich studentów. Jego uczniami byli m.in. Edison Denisow i Sofija Gubajdulina.
Otrzymał Nagrodę Stalinowską za I Symfonię (1949) i Suitę mołdawską (1951).

## Twórczość
Twórczość kompozytorska Piejki, osadzona w tradycjach rosyjskich, utrzymana jest w idiomie neoklasycznym. Kompozytor uprawiał wielkie formy orkiestrowe, muzykę kameralną i wokalną. W swojej twórczości wykorzystywał nawiązania do muzyki ludowej. W okresie stalinizmu podporządkował się wymaganiom realizmu socjalistycznego.

## Wybrane kompozycje
(na podstawie materiałów źródłowych)

### Utwory orkiestrowe
- suita Iz jakutskich legiend (1940)
- Koncert fortepianowy (1943, zrewid. 1954)
- 7 symfonii (I 1945, II 1946, III 1957, IV 1965, V 1968, VI 1972, VII 1977)
- Wariacje (1947)
- suita Iz russkoj stariny (1949)
- Suita mołdawska (1950)
- 7 utworów na tematy narodów ZSRR (1951)
- Uwertura festiwalowa (1951)
- 2 fantazje orkiestrowe na skrzypce i orkiestrę (I 1953, II 1965)
- Ballada symfoniczna (1959)
- Capriccio na małą orkiestrę symfoniczną (1960)
- Koncert-symfonia (1974)
- Koncert-poemat na klarnet, bałałajkę i orkiestrę (1979)

### Utwory kameralne
- Kwintet fortepianowy (1961)
- 3 kwartety smyczkowe (I 1964, II 1965, III 1966)
- Decymet na 10 instrumentów (1971)
- Sonata skrzypcowa (1976)

### Utwory fortepianowe
- Etiuda koncertowa (1942)
- 2 sonatiny (I 1951, II 1975)

### Pieśni na głos i fortepian
- Sierdce wojna (1943)
- Zwuki noczi Garlema (1946–1965)
- Liriczeskij cykl (1961)

### Opera
- Ajschylos (1943, zrewid. 1953)

### Balety
- Wiesiennije wietry (1950)
- Jeanne d’Arc (1957)